# Mário Cesariny

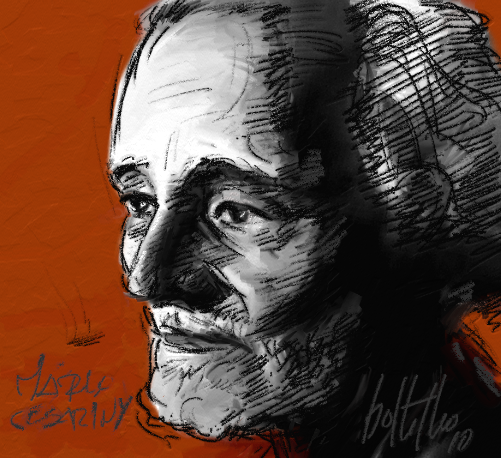
Mário Cesaryny, pintura de Bottelho

Mário Cesariny de Vasconcelos (Lisboa, 9 de agosto de 1923-Lisboa, 26 de noviembre de 2006) fue un pintor y poeta, considerado el principal representante del surrealismo portugués.

## Biografía
Frecuentó la Escuela de Artes Decorativas António Arroio y estudió música con el compositor Fernando Lopes Graça. Durante su estancia en París en 1947, frecuentó la Academia de La Grande Chaumière. En París conoció a André Breton, cuya influencia lo llevó a crear el mismo año el Grupo Surrealista de Lisboa, juntamente con figuras como António Pedro, José Augusto França, Cândido Costa Pinto, Vespeira, Moniz Pereira y Alexandre O'Neill. Este grupo surgió como forma de protesta contra el régimen político vigente y contra el nuevo realismo. Más tarde, fundó el Grupo Surrealista Dissidente.
Cesariny adoptó una actitud estética de constante experimentación en sus obras y practicó una técnica de escritura y de pintura ampliamente divulgada entre los surrealistas que se llamó "cadáver exquisito", que consiste en una construcción de una obra por tres o cuatro personas, un trabajo en cadena creativa en que una sigue a otra y da continuidad a la anterior y al conjunto con frágiles elementos.
Desde 1960 hasta la Revolución de los Claveles, Cesariny fue perseguido implacablemente por la Polícia Judiciária portuguesa por sospechas de «vagancia», un término eufemístico empleado en la época para indicar homosexualidad, que el poeta vivía con valentía a pesar de la persecución. El hecho aparece en varios de sus escritos de forma velada (Lisboa-os-Sustos)  y fue una de las causas de sus intermitentes estancias en Gran Bretaña y Francia en las décadas de 1960 y 1970. Más tarde habló abiertamente de ello.

## Obras
- 1950 - Corpo Visível
- 1952 - Discurso sobre a Reabilitação do Real Quotidiano
- 1953 - Louvor e Simplificação de Álvaro de Campos
- 1956 - Manual de Prestidigitação
- 1957 - Pena Capital
- 1958 - Alguns Mitos Maiores e Alguns Mitos Menores Postos à Circulação pelo Autor
- 1959 - Nobilíssima Visão
- 1961 - Poesia
- 1961 - Planisfério e Outros Poemas
- 1964 - Um Auto para Jerusalém
- 1965 - Titânia e A Cidade Queimada
- 1972 - Burlescas, Teóricas e Sentimentais
- 1980 - Primavera Autônoma das Estradas
- 1994 - Titânia